# Marabu
O marabu (Leptoptilos crumeniferus) é uma grande cegonha africana, carnívora, de cabeça e pescoço nus. Possui um bico muito forte e uma bolsa pneumática na base do pescoço. É também conhecida pelo nome de cordufal.

## Descrição
É uma ave muito grande. Chega a atingir uma altura de 110 cm, um peso superior a 9 kg e uma envergadura de asas de 3,5 m. Partilha com o condor-dos-andes e o albatroz-errante a distinção de possuir a maior envergadura de asas das aves terrestres. Ao contrário dos restantes géneros da família, voa com o pescoço retraído, tal como uma garça. Este voo é característico do género Leptoptilos.

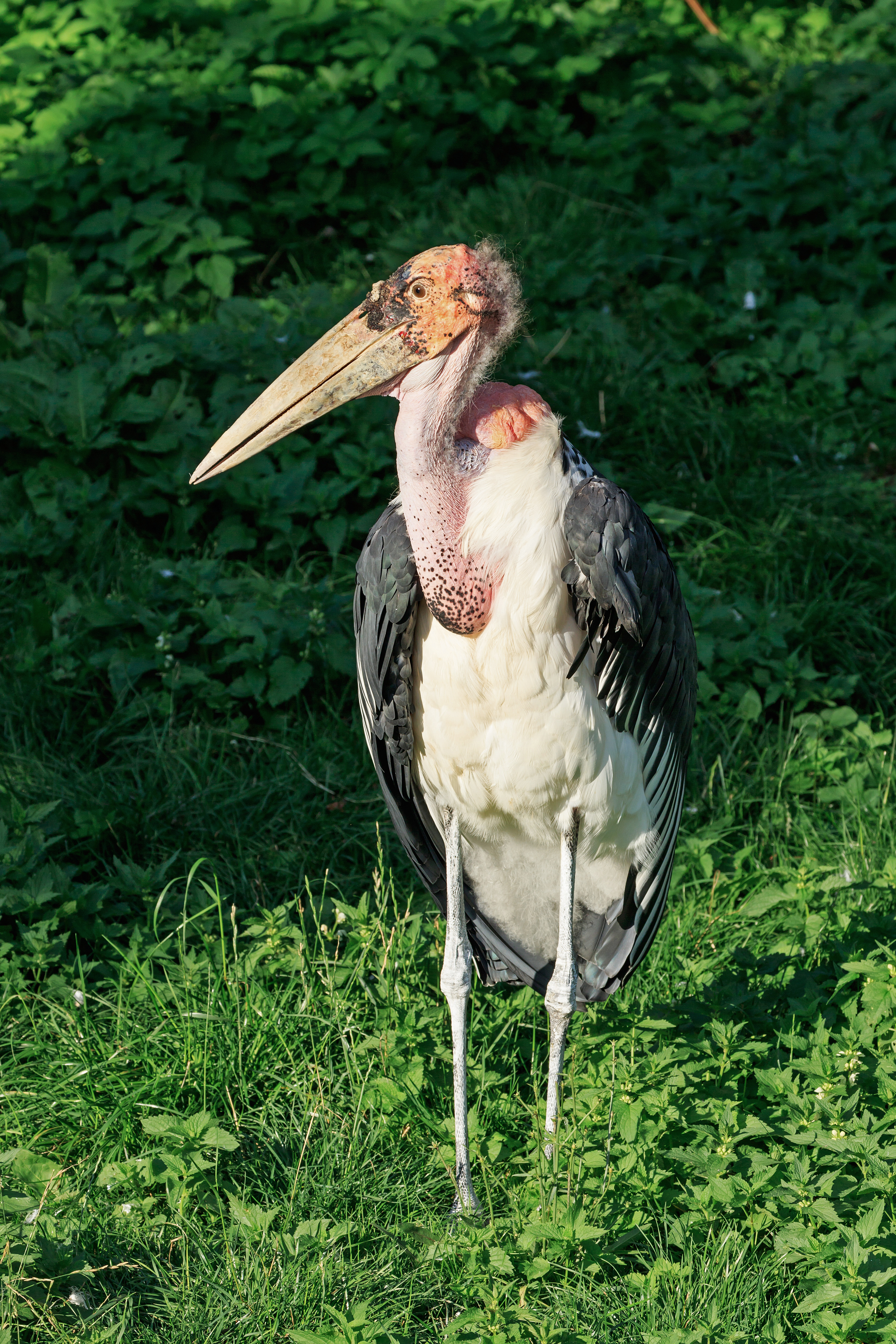
Leptoptilos crumeniferus

O marabu é inconfundível devido ao seu tamanho, cabeça e pescoço pelados, dorso negro e parte inferior branca. Tem um bico enorme, um saco gular rosado, uma gola de penas, e as pernas e asas negras ou cinza escuras. Não existe grande dimorfismo sexual, mas os jovens são mais acastanhados e possuem um bico menor. A maioridade é atingida aos quatro anos.

## Habitat e distribuição
Habita a África subsariana, com ocorrência tanto em habitats húmidos ou secos, frequentemente próximo de habitações humanas, frequentando lixeiras.

## Comportamento

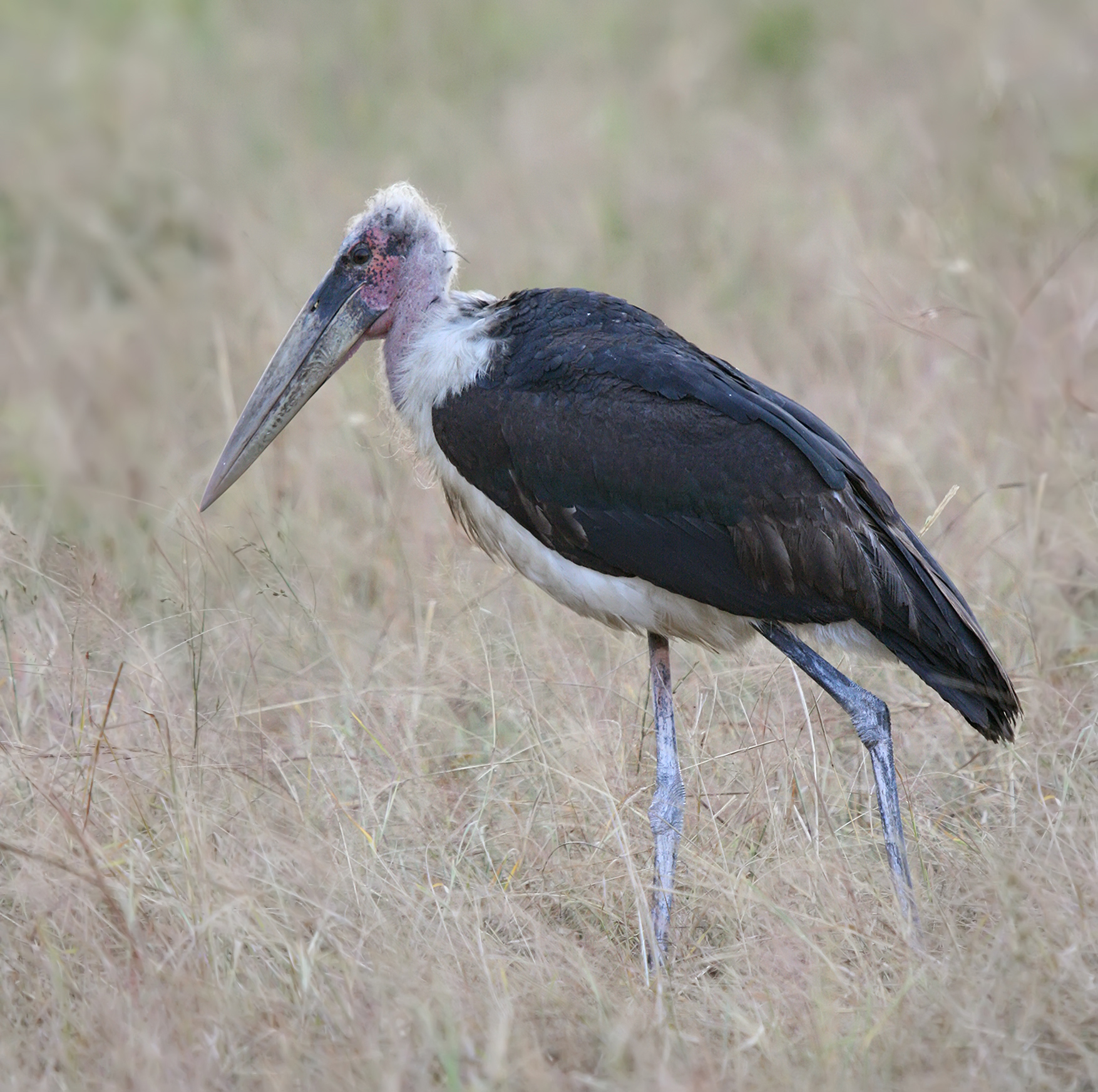
Um marabou.

Desloca-se principalmente caminhando. É gregário e procria em colónias. Na estação seca, quando lhe é mais fácil encontrar alimento, dado que as massas de água diminuem, constrói um ninho numa árvore onde põe dois ou três ovos.
Tal como as outras cegonhas, é muito ruidoso vocalmente e batendo o bico, especialmente durante a corte. Nessa ocasião produz também diversos ruídos com o saco do pescoço.
Para descansar senta-se frequentemente sobre os tarsos, assumindo uma postura bizarra.
Assume frequentemente um comportamento saprófago, para o qual se prestam as adaptações da cabeça nua e do bico, tal como os abutres em companhia dos quais o marabu frequentemente come. A cabeça sem penas é muito mais fácil de manter limpa.
Esta grande ave come diferentes tipos de animais, tanto vivos como cadáveres, incluindo mamíferos e répteis. As presas vivas incluem térmitas, peixes, gafanhotos, lagartas, rãs, roedores, ovos e recém-nascidos de crocodilos, ovos de tartaruga, pombos, flamingos, ovos e crias de cormorão e de pelicano, etc.